# Ullared
Ullared es un pueblo en el municipio de Falkenberg, provincia de Halland, en Suecia. El pueblo tiene una población de 705 (2018) y un área de 1.26 km².

## Economía
- Gekås - un gran almacén de los grandes Suecia.

## Personajes
- Johan Lindegren (nacido en la parroquia de Ullared)
- Ulla Smidje